# Csurgó vasútállomás
Csurgó vasútállomás egy Somogy vármegyei vasútállomás, Csurgó városában, a MÁV üzemeltetésében.
A belterület nyugati szélén helyezkedik el, közúti elérését a 6819-es útból kiágazó 68 315-ös számú mellékút (települési nevén Béke utca) teszi lehetővé, bár északi szélénél elhalad a 6808-as út is.

## Vasútvonalak
Az állomást az alábbi vasútvonalak érintik:
- Dombóvár–Gyékényes-vasútvonal

## Kapcsolódó állomások
A vasútállomáshoz az alábbi állomások vannak a legközelebb:
- Zrínyitelep megállóhely (Dombóvár–Gyékényes-vasútvonal)
- Porrogszentkirály megállóhely (Dombóvár–Gyékényes-vasútvonal)

## Forgalom
| Járat            | Útvonal | Gyakoriság     |
| ---------------- | --- | -------------- |
| személyvonat     | Dombóvár – Dombóvár alsó – Nagyberki – Kaposszentjakab – Kaposvár – Kaposújlak – Kaposmérő – Kaposfő – Kiskorpád – Jákó-Nagybajom – Kutas – Beleg – Ötvöskónyi – Somogyszob – Bolhás – Szenta – Zrínyitelep – Csurgó – Gyékényes (– napi 3 pár tovább: Zákány – Őrtilos – Murakeresztúr – Nagykanizsa) | Kb. 2 óránként |
| Somogy InterCity | Budapest-Keleti – Budapest-Kelenföld – Simontornya – Pincehely – Szakály-Hőgyész – Dombóvár – Kaposvár – Kiskorpád – Jákó-Nagybajom – Kutas – Beleg – Ötvöskónyi – Somogyszob – Bolhás – Csurgó – Gyékényes                                                                                            | Napi 1 pár     |